# 郑爽
郑爽（1991年8月22日—），中国大陆女演員，出生于辽宁沈阳。2009年因主演青春剧 《一起来看流星雨》从而进入演艺圈。代表作包括電視劇《古劍奇譚》、《微微一笑很倾城》、《夏至未至》及電影《画壁》等。2021年1月起，因捲入多重風波，演藝活動遭到中止，同时因涉及阴阳合同巨额片酬被处罚。

## 生平
郑爽的父亲曾在接受采访时说，因觉得同为沈阳人的郑爽是优秀的演员，故为女儿取名郑爽，希望女儿或可同样从事演艺行业。郑爽成名后，传媒会用大小郑爽区分二人。

### 教育经历
2007年，15歲的鄭爽參加高考，並錄取北京電影學院（合格）／上海戲劇學院（第18名）／中央戲劇學院（第8名）。之后选择入学就读北京电影学院，与柴碧云、景甜、卢杉、徐小飒、阚清子為同学。

### 演艺经历
2009年，郑爽凭借个人首部电视剧《一起来看流星雨》一炮而红，正式出道。
2012年，郑爽凭借第二部电影《画壁》（配角）获得香港电影导演协会年度新演员金奖和第31届香港电影金像奖最佳新人奖提名。
2013年9月，出演《胜女的代价2》，坦承自己整容并公开与張翰的恋情。
2013年，出演《古劍奇譚》，获得第13届华鼎奖全国观众最喜欢的影视演员；后因身陷代孕弃养风波，华鼎奖将郑爽的“第19届华鼎奖中国近现代题材电视剧最佳女演员”、“第13届华鼎奖全国观众最喜爱十佳电视明星”荣誉称号撤销。
2016年，郑爽主演的《寂寞空庭春欲晚》在播出后连续十六天登顶黄金档电视剧榜首，随后出演《微微一笑很傾城》。2016年，其与其他三位女艺人周冬雨、关晓彤、杨紫共同被《南都娱乐周刊》评为“90后四小花旦”。
2017年，郑爽主演的校园青春剧《夏至未至》，出演的魔幻片《悟空传》相继播映，并在电影中凭借仙女“阿月”获得第九届澳门国际电影节最佳女配提名。同年6月6日，郑爽成立“九江郑爽影视文化有限公司”。
2019年，郑爽主演的青春都市剧《青春斗》《流淌的美好时光》播出。12月10日，郑爽受邀出席第二十五届2019年联合国气候变化大会并发言。
2019年，鄭爽出演電視劇《只问今生恋沧溟》（原名《新倩女幽魂》），她不滿片酬為1.5億人民幣，希望漲至1.8億。經張恆與北京世紀夥伴公司談判，定為1.6億（日均208萬），賬面顯示4800萬，餘款作為鄭母控制之上海晶焰沙公司的註冊資本及資本公積。

### 感情生活
2013年9月，鄭爽公開與張翰的恋情。2014年6月8日郑爽在横店的「小蛋壳」炸鸡店开业时，张翰送花篮祝其生意兴隆，但次日，郑爽在接受记者采访时表示与張翰单方面分手。
2015年8月，鄭爽與胡彥斌相戀，兩人的分分合合一直是微博等平台的輿論焦点。2016年3月，两人宣告分手。
2018年4月，《这！就是铁甲》第一季播出，郑爽作为嘉宾与担任本季赛事总监的张恒共同参与了该节目的录制。二人随後於7月被傳媒拍到戀情曝光，8月28日，張恒首次公開承認與鄭爽的戀情。12月，郑爽、张恒注册成立上海鲸谷座人工智能科技有限公司，郑爽是大股东持股68%，张恒占股32%。2019年1月18日，张恒注册成立“上海鲸乖乖人工智能科技有限公司”，其唯一股东是此前郑爽、张恒共同成立的鲸谷座，该公司制作了宣传语为“郑爽与小伙伴们的专属星球”的手机软件M77。二人結婚並經代孕於2019年底2020年初產一女一子。2019年郑爽与张恒曾出演《女儿们的恋爱》，同年10月郑爽甩卖与张恒的情侣物品，12月，两人宣佈分手，办理离婚。張恆後來公開爆料和指責鄭爽，對其演藝生涯造成重大負面影響。
2025年初，網傳鄭爽被潛逃美國的河南富商葉延偉包養，鄭爽透過「小鄭子事務部ZS」微博否認。3月10日，葉延偉兒子、網紅AKA（叶润桐）公開指鄭爽被其父包養。

## 爭議
張恆與鄭爽分手後，因經濟糾紛公開爆料和指責鄭爽，引發了下列連環事件，導致鄭爽被中国国家广播电视总局下令封殺，自2021年2月起居留美國。

### 代孕弃养
2019年12月，媒体报道郑爽与其前男友张恒（当时婚姻关系未曝光）疑似有经济纠纷，或将诉诸法律。2021年1月19日上海市第二中級人民法院二審開庭審理鄭爽訴張恆民間借貸糾紛案。3月31日，上海二中院对郑爽诉张恒民間借貸糾紛案作出终审判决，驳回上诉，维持原判。张恒需归还郑爽人民币2000万元及利息。
2021年1月18日，开庭前夕，有媒体披露鄭爽與張恒2019年已在美国注册結婚。同天，张恒于网上发文辟谣否认诈骗、借高利贷、逃避债款、携款潜逃至美国等传言，解释自己滞留美国是为了“保护两个年幼无辜的小生命”，并配上自己和2个孩子的亲昵照片，被视为承认与郑爽已婚生子。随后爆出雙方父母的談判音頻，郑爽抱怨“这两个孩子7个月，打也打不掉，他妈的，我都烦死了”，她父母也提出給代孕孩子找領養家庭。該錄音在網路引起軒然大波。
19日下午，郑爽发文回应代孕，称在中国国土之上没有违背法律，还自曝屡屡遭曝光隐私的勒索。同時，Prada宣布與鄭爽解除合作關係。2021年1月19日傍晚，郑爽及父親郑成華接連发文，指該錄音完整版6個小時，是张恒父母向鄭爽父母赔礼道歉時偷錄，流出片段為斷章取義。郑父還表示張恆借用2000萬不還，多次出軌，手機錄有女性不雅視頻。
1月20日，中国国家广播电视总局刊物《广电时评》、中央电视台、中央政法委等官方机构点名批评郑爽代孕弃养。大部分综艺节目对郑爽的镜头进行删除或打码，各公司也纷纷解除与郑爽的合作关系。郑爽客串的《刘老根4》和电影《1921》将其从演员表除名并删除戏份。由于因丑闻导致合作破裂，郑爽需要承担违约赔偿，1月22日郑爽寻求将月初在上海新购买的市价1.5亿、每平米14万、尚未及装修的豪宅以1.3亿降价卖出。
1月23日，鄭爽父親郑成华透過影片致歉。他承认郑爽终身不孕，因此选择「医疗代孕」。同日，郑爽快手账号直播功能被封鎖，其抖音账号签名改为“只能换换头像了”，疑似也被封鎖了直播权限。郑爽的合作方也多删除了与其相关或被其转发的微博，导致郑爽转发的微博大量失效，郑爽也删除了包括这些微博在内的数十条微博。至29日，郑爽将微博删到仅剩5条。
2月4日中午，济南中院和重庆四中法院发微博称郑爽为青年行动公益大使，后在网友质疑下删除，重庆四中法院称系把关不严所致。2月20日，美团外卖被曝将“郑爽”设为敏感词，用户如将收件人、取餐人填写“郑爽”则无法订餐。电视剧《我的时代，你的时代》播出主角看电视剧《微微一笑很倾城》的情节时，电视中郑爽的面部也被打码处理。可能由于要面对制片人起诉，3月15日起，郑爽的公司股权开始被冻结。
4月27日，微博被禁言的鄭爽用微博背景圖發聲，主要回應偷逃稅指控，但談及代孕：“作为不孕人士，我羞愧向世界宣告，我不能生育。在中国不孕人士无权拥有自己的孩子，是否有权追求拥有下一代的可能？他们是我的孩子，不是你们喊口号的工具。”
7月19日夜，“郑爽微博事务部”微博转发中国演出行业协会微博文章并就代孕造成的不良影响道歉，郑爽本人微博也发文作了类似表态，并“请张恒停止骚扰”。20日早，张恒发文回应，指郑爽试图引产孩子不果后为了逼他将孩子送人拒签文件，后来被警告可能犯下儿童遗弃罪才不得不签。21日凌晨，郑爽发微博称自己被电视剧方索赔，全家账户都被冻结，目前生活拮据，并强调自己爱子女，但随后删除。其后可能因为二人都涉及郑爽偷税漏税事件触犯刑法，张恒的微博账号于8月27日被屏蔽，郑爽的个人、工作室、微博事务部微博账号则于9月7日被屏蔽。9月10日，“洋爽”（洋指杨洋）吧被关闭。

### 偷逃稅
2021年4月26日，张恒在微博爆料郑爽通过拍摄《新倩女幽魂》拿到了1.6亿片酬，并为了偷漏税将1.6亿拆分成了一份4800万的阳合同和一份1.12亿对郑爽母亲代持公司进行高溢价参股的阴合同，借此，郑爽实际拍戏77天，日薪超过208万元。事件爆出后的几天内，有十多名中国大陆明星注销了自己的个人工作室。
4月27日，张恒披露范冰冰引發娱乐圈税务事件後的2018年8月，他問鄭爽：「你這是算幫明星洗錢嗎？」鄭爽答：「不是，是合理化，因為明星片酬不會少的。坦白說，明星在替共產黨背黑鍋。」當天凌晨，微博账号已被禁言的郑爽连用三张微博背景图发声。第一张图中，她拒绝承认没有拿到的片酬，表示已經在2月向上申請自我稽查，但事件曝光后，報警上訴或网信办投诉都无回應。她還指控政府勒索：「号称可以帮我处理问题的國家網信辦、中宣部、廣電總局聯合會，要我出錢一個部門幾千萬，我沒答應，對待不同不得不信拿錢辦事這套，希望別再區別對待讓前者成立。」最後，她指稅務部門「無法做出合乎上海稅法制度的公正判決」，再一次要求她先道歉：「對不起我錯了，首先錯在總上熱搜，特申請注銷。」並將頭像轉為「申請注銷」。她随后將這篇文章後半段指控政府勒索部分刪除，轉而寫下，「我希望稅務稽查局對我申請自糾自查及我沒有控制1.0825億進行明確聲明，對央視的報導、官媒的質疑盡快做出回應」。幾小時後，鄭爽換上第三張圖，表示如果還有機會，將在8月29日微博解禁之時，發表一封致社會道歉信，而官方在此期間會決定她的帳號去留。她也直言自己並不成功，最成功的「就是把普通人的不成功帶到了藝術舞台上展現。」
4月28日，上海市税务局、北京市广电局宣布启动对郑爽的调查。7月19日夜，郑爽微博再发文为代孕道歉，但否认1.6亿片酬。20日早张恒发微博指郑爽撒谎。21日，郑爽在微博称自己不想给政府造成压力，但“实在不知如何衡量上级部门对我的要求”，希望「对待我可否不要如同对待罪人？」。她也透露自己无法承担剧方的巨额索赔，自曝在美国生活拮据，“每日喝自来水为生，一共有5件T恤两条牛仔裤，”而自己家人的账户已全被封锁。
8月27日，上海市税务局第一稽查局发布消息，郑爽于2019年主演电视剧《新倩女幽魂》，约定片酬为1.6亿元，实得1.56亿元。其他合计，郑爽2019年至2020年未依法申报个人收入1.91亿元，偷税4526.96万元，其他少缴税款2652.07万元。上海市税务局依法对郑爽追缴税款、加收滞纳金并处罚款共计2.99亿元。张恒虽然是事件举报人之一，但他作为郑爽《新倩女幽魂》项目的经纪人，涉嫌策划了1.6亿元约定片酬的拆分合同、设立“掩护公司”等事宜，帮助郑爽偷逃税款，故对张恒另行处理。2021年10月18日，張恆因帮助郑爽偷逃税款，被處以3227万元罚款。
2021年12月，郑爽起诉ST北文等5家公司，要求支付1.0825亿元《新倩女幽魂》片酬，希望法庭判决当初为避税而设计的增资协议等无效。2022年3月郑爽撤诉。
2022年4月，郑爽在推特账号「Tidy16139194 」称决定公开税务判决书，随后账号被封。
2024年3月15日，鄭爽在微博帳號「小鄭子事務部ZS」宣布已在規定時間內繳清所有稅款和罰款（2.99亿元）。

### 争夺抚养权
2021年3月22日，张恒和郑爽两个孩子的抚养权官司在美国丹佛开庭，郑爽本人出庭，自称2月11日已抵达丹佛。张恒表示，郑爽患有抑郁症，曾两次企图自杀。第一次是2018年，拍戏期间，她把自己关在房间里不吃不喝不睡也不开灯，也不拍戏，“最后她的父母打电话求我从英国（当时在出差）回来照顾她”。第二次在2019年，郑爽网购了一种药，她说她吃了20颗就会死去，“我以为她是开玩笑，结果发现她把药带回家里，放在自己的枕头底下。然后有一天她准备吃那个药，正好我回来的时候发现了，然后我阻止了她。”张恒称自己试图让郑爽看医生，但她不同意。
2021年5月，張恆在美國贏得兒女的獨立監護權，鄭爽則獲判部分撫養時間，美國法院裁定鄭爽每周一、三、五的白天可與子女相處，法官在判決書中認定鄭爽有精神不穩的問題，需經過治療後方可接觸孩子，亦明確表示對夫妻雙方感到失望，認為雙方皆沒有把孩子的福祉放在第一位。
2022年3月，美國法院下令張恆不得在沒有法院允許的情況下把子女帶往中國，同時延長了鄭爽的撫養時間，允許孩子們在鄭爽位於科羅拉多州的住處過夜。2023年1月7日，張恆在洛杉磯召開記者會，指控鄭爽虐待子女。郑爽父亲郑成华在微博反駁，並上传一段郑爽喂孩子吃饭的视频，片中母子互动亲密。郑成华透露科罗拉多州警方4日出于“未知原因”到郑爽住所，看到孩子状态后判定小孩安好，在5分钟内结束访谈。鄭爽隨後也在IG貼出律師英文聲明，再度反駁張恆，稱其向孩子灌输仇恨。

### 與張恆感情纠纷
2021年1月19日，张恒好友秦朝在微博发文指责郑爽感情勒索张恒并出轨：「你特么要张恒把孩子扔了要么把你答应给他的钱还给你，你从一开始恋爱就在挖坑！那两千万你一直说是给人10年的工资，和挖人家从机器人公司出来的费用。」秦朝随后的采访暗指郑爽出轨李钟硕。
2021年9月29日，鄭爽在IG上传经过处理的張恒和小三不雅照，要求张恒为出轨道歉。9月30日，郑爽在IG公开小三正面不雅照，仅画黑线遮盖私处。她对照片中的「陈女士」表示：“不要责怪我无情，没保护好你，在事情的高峰我没通过你们的视频保护自己，这只是伤害的千分之一。”
2021年10月5日，鄭爽在IG稱自己遭到張恆操縱的PUA團隊迫害，「它控制着我身边每一个朋友，用孩子拾（试）图控制住我，将我变为他赚钱的工具」。她描述張恆的PUA套路，包括「把微信頭像換成你隨手畫的簡筆畫，你看的順眼的微信名稱，你不找他他永遠都會找你，讓你不會有不安全感產生。他要你不要那麼努力工作，他負責照顧你，你把工作交給他⋯⋯他經常主動發你的圖片給你家人，增加你家人對他的好感度。」她解釋自己沒有早做應對，是因為「當時沒有人能保證我對集體作案的判斷是否成立」，並且她想要「拔出整個鏈條，不要它再去禍害其他人。」她還附上疑似張恆的轉帳記錄，顯示他曾轉帳給「浪跡天涯」。「浪跡天涯」是中國知名的PUA組織，曾在微信公眾號號稱「中國最權威的男性情感教育平台」，於2019年遭到封號。 此外，網路流傳2021年底鄭爽與一自稱俞正聲兒子的人的微信聊天記錄，男方表示為之傾倒，要幫助她恢復聊天記錄（以應對官司），並為其在美國置產。鄭爽回覆「您應該是PUA團隊的一員 導師及（級）的」。
2023年2月，疑似郑爽的微博账号的「Zs0822202002」发表长文，全程以「孩子母亲」自称，详细解释了自己和张恒之间的矛盾。郑爽称曾经深爱张恒，无息借给他两千万人民币发展事业，并多次让他以其经纪人身份面对媒体，而「弃养孩子」只是为了试探男方的真心：「孩子父亲居然可以在孩子出生前3个月被发现出轨，而且不是一次出轨，并且是半个月前还当众承诺会珍爱和保护好孩子母亲一辈子。孩子母亲一下子就冰冻住了，完全无法理解眼前的残酷事实，极度害怕孩子父亲从未爱上过她，仅仅爱上她的财富和资源。」「为了测试孩子父亲，是否愿意放弃孩子以排除挟孩子作为工具的可能，以及是否会不假思索利用孩子母亲主动提供给他的素材进行胁迫，再次证明对孩子母亲毫无感情，孩子母亲可能做出了此生中最愚蠢的试探，在明明拥有丰富律师资源，了解相关法律，明知道没有孩子父亲同意，根本就不可能送养孩子，并且已经异常感知到孩子父亲对未出生孩子志在必得情况下，依旧无视眼前已经浮现的事实，进行毫无意义的测试。」该账号后被封禁。
2023年3月24日，狗仔「懂瓜呱」在微博曝光一段疑似郑爽抓包张恒出轨的影片。其中，郑爽对张恒说：「你跟我在一起，不就是因为我是郑爽。」「喜欢我的人多了，在你身上我就看到不珍惜这三个字。」张恒闻言表现激动，不断抓扯自己的头发和衣服，用颤抖的声音请求郑爽停止。

### 弃养宠物、超市不结账、伪造机票报销
2021年4月，張恆為澄清陰陽合同事件與自己無關，在個人微博公開自己與鄭爽的聊天记录，记录中除陰陽合同相關的內容以外，還曝光了鄭爽曾因收養的泰迪犬嘔吐不止而欲遺棄，過程中偶遇當時的男友胡彥斌，才由胡將狗送到獸醫院治療、在超市飲食從不結賬以及2018年10月偽造倫敦與北京的往返機票，以報銷費用等事。

### 抨擊中國政府
2021年4月27日，鄭爽回應偷逃稅時，在微博称是拒绝政府勒索后被区别对待：「号称可以帮我处理问题的國家網信辦、中宣部、廣電總局聯合會，要我出錢一個部門幾千萬，我沒答應。」
2021年10月11日，鄭爽在IG上兩次用髒話罵政府給她洗腦，不給她恢復聊天記錄，還用一個「巨大的烏龍」把她扣住，並稱「要罰，大家一起罰」。鄭爽說，哪個明星沒加入空手套白狼的股市操縱，只罰她一個無背景、靠自己雙手建立財富的90後有什麼意思！連一個90後的女性都保護不了，政府的能力從哪表現？自己「不會再沉默」，要政府準備「迎接90後對你的考核」。鄭爽還稱她的地址已經不值得隱藏，做好準備拍賣還國家的罰款。
2021年11月22日，郑爽在推特账号「Tidy16139194 」用英文评论彭帥指控張高麗性侵事件，指彭帥被中國政府打壓噤声：「She had been silenced by China. Because our government afraid truth and they’re bullying peoples every moment.」（sic）

### 試圖起訴税务局、共青團、中演協、官媒
2021年8月27日，郑爽在税务部门送达行政处理处罚决定书时未提出异议，表示不复议不起诉。然而，2022年1月31日，郑爽向上海市浦东新区人民法院递交起诉状，起诉国家税务总局上海市税务局第一稽查局，要求撤销税务处罚并赔偿郑爽名誉与经济损失1亿元。2022年4月，郑爽又陆续向北京各法院递交起訴状，起诉共青團、中演協、《中国青年报》、《新京报》、《广电时评》、《环球人物》等单位。但这些诉讼都无下文，相信法院未有受理。

### 遭遇冒充政府人员诈骗
2022年9月12日，郑爽开设新微博帐号“ZS事务部”。翌日该账号发文称有两人在2021年1月18日的代孕弃养风波后，冒充有关部门工作人员以帮助为由，骗取大量资金。同年8月，已将被骗资金追回。两天后该帐号被新浪封禁。

### 劇方索賠
2022年底，江西省高级人民法院判決郑爽退還《绝密者》片酬1.28亿元人民币；2023年7月3日鄭爽被限制高消费。2024年2月，《绝密者》投資人透露曾赴美追債無果，還透露郑爽向丹佛法院提供的境内外资产明细报表，“其中有单一项就超过3180万美元（折合人民币约2.3亿元）”。2024年2月5日，鄭爽在微博帳號「小鄭子事務部ZS」質疑投資人能否接觸到美國法院的保密信息，並稱自己在《絕密者》一案中因「付不起訴訟費，剝奪了辯論權利」，而目前僅靠父母養老金維持生活。2024年6月，郑爽名下《绝密者》出品方霍尔果斯尚晖影视文化传媒被执行冻结股权数额300万人民币，冻结期限自2024年6月26日至2027年6月25日。
2023年9月26日，上海市松江区人民法院判决郑爽退换《翡翠戀人》片酬3050万元及利息，并赔偿6000万元。12月，郑爽被强制执行9050万元。12月21日，郑爽因未履行9050万案款被纳入失信名单並限制出境。2024年4月1日，上海市松江区人民法院认定郑爽无财产可供执行，终结执行程序。

### 與「V大黄不吃鱼V」糾紛
据微博玄学博主「V大黄不吃鱼V」（又名：「魔女大黃」）自述，郑爽在2021年8月9日主动微博私信，向其询问「玄学改命」、「做法事」、「下降头」等事宜，之后又因得知博主家中开律师楼，向其询问违约剧官司问题。2024年1月11日，鄭爽通過微博帳號「小鄭子事務部ZS」稱「V大黄不吃鱼V」有目的接近，騙取2850萬元律師費未果後造謠誹謗，已對其提起訴訟，並對其造謠多名公眾人物和國家領導人，危害國家安全言論向公安報案。2024年2月7日，「V大黄不吃鱼V」发布一段47分钟的音频以及部分聊天记录，包括郑爽分别与其代理律师赵志东、博主本人、以及国税局工作人员的三段通话录音，内容大意是郑爽认为律师办事不力，称「赵律师和税局是一伙的」。该博主说「录音是郑爽本人发给我，让我剪辑出来诬陷律师和国税局工作人员的」，其后又陆续指控鄭爽虐童，吸毒，利用粉丝人头转移资产，通过与加州已婚男士交往并由陈嘉上写担保推荐信的两种途径申请绿卡。博主还說郑爽自2023年4月起弃养孩子，逃离丹佛，因为她当初只是利用抚养权官司「钳制张恒提供证据证明她偷税」，以及躲避两部剧《绝密者》和《翡翠恋人》的违约金，如今孩子已没有利用价值。
此外，2023年12月21日，江苏卫视「荔枝新闻」报道「V大黄不吃鱼V」收费教授「魔法课」，包含占星、魔药、炼金、神通等，且售卖自制「魔法精油」，涉嫌违反《广告法》和《产品质量法》。网民通过线索发现，该博主真实身份疑似徐州医科大学教师丁晖夫妇。

## 影视作品

### 電視劇
| 播出年份   | 劇名                         | 角色                              | 備註                             |
| 2009年     | 《一起來看流星雨》           | 楚雨荨                            |                                  |
| 2010年     | 《一起又看流星雨》           | 楚雨荨                            |                                  |
| 2011年     | 《武则天秘史》               | 太平公主                          |                                  |
| 2011年     | 《凰圖騰》                   | 寧彩蝶                            |                                  |
| 2012年     | 《太平公主祕史》             | 太平公主（少年） 安定公主（少年） |                                  |
| 2012年     | 《童話二分之一》             | 安琪儿                            | 客串                             |
| 2013年     | 《胜女的代价2》              | 方亦菲 穆小妍                     |                                  |
| 2014年     | 《古剑奇谭》                 | 襄铃                              |                                  |
| 2014年     | 《极品女士》第三季           | 古灵精怪萌萌哒                    | 客串，網路劇                     |
| 2015年     | 《相爱穿梭千年》             | 林湘湘                            |                                  |
| 2015年     | 《少年四大名捕》             | 温冰儿                            | 客串                             |
| 2015年     | 《抓住彩虹的男人》           | 吴彩虹                            |                                  |
| 2015年     | 《偏偏喜歡你》               | 蕭晗                              | 特别出演                         |
| 2016年     | 《天天有喜之人间有爱》       | 白雪岛主                          | 客串                             |
| 2016年     | 《寂寞空庭春欲晚》           | 卫琳琅（良妃）                    |                                  |
| 2016年     | 《五鼠闹东京》               | 丁月华                            |                                  |
| 2016年     | 《微微一笑很傾城》           | 貝微微                            |                                  |
| 2016年     | 《美人私房菜之玉蝶传奇》     | 宋玉蝶                            |                                  |
| 2017年     | 《夏至未至》                 | 立夏                              |                                  |
| 2018年     | 《为了你我愿意热爱整个世界》 | 李木子                            |                                  |
| 2018年     | 《我的保姆手冊》             | Saori                             | 網絡劇，參與編劇並兼任“藝術監製” |
| 2019年     | 《青春斗》                   | 向真                              |                                  |
| 2019年     | 《流淌的美好时光》           | 易遙                              |                                  |
| 未播／禁播 | 《绝密者》                   | 苏嘉蔓 奈良优子                   |                                  |
| 未播／禁播 | 《翡翠恋人》                 | 沈晨曦                            |                                  |
| 未播／禁播 | 《只问今生恋沧溟》           | 聶小倩                            |                                  |

### 电影
| 播出年份 | 上映日期 | 電影名稱             | 角色 | 備註 | 中國大陸票房 |
| 2011年   | 8月20日  | 《無極限之危情速遞》 | 小安 | 主演 |              |
| 2011年   | 9月29日  | 《畫壁》             | 牡丹 | 主演 | 1.85億       |
| 2017年   | 7月13日  | 《悟空傳》           | 阿月 | 主演 | 6.96億       |

### 短片
- 2009年《我要拍電影》偶像劇短片《接吻魚》
- 2009年《我要拍電影》偶像劇短片《如果遇見》
- 2016年和楊洋為《康師傅茉莉花茶》拍微電影《茉等花開》
- 2017年诛仙手游微电影《诛仙云梦川》饰演玲珑
- 2017年诛仙手游微电影《诛仙云梦庭》饰演朵一

### 綜藝节目
| 播出年份 | 播出日期                         | 播出平台             | 節目名稱               | 備註       |
| 2015年   | 4月25日－7月4日                  | 湖南衛視             | 《花儿与少年》第二季   | 固定嘉賓   |
| 2016年   | 1月23日－4月16日                 | 湖南衛視、芒果TV     | 《旋风孝子》           | 固定嘉賓   |
| 2018年   | 4月13日－5月11日                 | 優酷                 | 《这！就是铁甲》       | 战队经理人 |
| 2019年   | 8月15日－11月29日                | 芒果TV               | 《女兒們的戀愛》第二季 | 固定嘉賓   |
| 2020年   | 5月13日－7月16日                 | 騰訊視頻             | 《让生活好看》         | 固定嘉賓   |
| 2020年   | 5月20日－7月2日                  | 优酷、爱奇艺         | 《爆款来了》第二季     | 固定嘉賓   |
| 2020年   | 6月6日－8月27日                  | 湖南娱乐频道、芒果TV | 《奇妙小森林》         | 固定嘉賓   |
| 2020年   | 7月3日－7月24日、8月22日－9月5日 | 北京卫视             | 《我在颐和园等你》     | 固定嘉賓   |
| 2020年   | 10月22日－2021年1月7日           | CCTV-3               | 《喜剧+》              | 固定嘉賓   |
| 2020年   | 12月5日－2021年1月9日            | 东方卫视、优酷       | 《追光吧！哥哥》       | 人气助力官 |

## 音樂作品

### 歌曲
- 2009《我要的飛翔》（哼唱版）
- 2009《愛的華爾茲》（獨唱版，收錄於《一起來看流星雨原聲大碟》）
- 2009《愛的華爾茲》（與俞灝明合唱，收錄於《一起來看流星雨原聲大碟》)
- 2009 單曲《超夢幻》（網絡遊戲《大話水滸》主題曲）
- 2011《極限愛戀》（與張翰合唱，電影《無極限之危情速遞》片尾曲）
- 2015《不能忘》（與井柏然合唱，電視劇《相愛穿梭千年》片尾曲）
- 2015《花兒與少年》（與井柏然、寧靜、毛阿敏、陳意涵、楊洋、許晴合唱，綜藝節目《花兒與少年2》主題曲）
- 2020《奇妙小森林》（與吳奇隆、譚松韻、張新成合唱，綜藝節目《奇妙小森林》主題曲）
- 2020《我在頤和園等你》（與張國立、王子異合唱，綜藝節目《我在頤和園等你》主題曲）

### 音樂錄影帶（MV）
- 2009 許飛《我要的飛翔》MV
- 2009 獨唱并出演《愛的華爾茲》特別版本MV（和俞灝明合唱）
- 2009 《一起來看流星雨》主題曲《讓我為你唱首歌》MV
- 2009 張杰《看月亮爬上來》MV
- 2009 天娛群星《快樂出发》MV
- 2010 許飛《左半邊翅膀》MV（與張翰友情出演）
- 2010 江映蓉《練習題》MV
- 2010 天娛群星《Wishing For You》MV（為受傷的俞灝明打氣而作）
- 2010 天娛群星《給力青春》MV

## 出版物
| 出版时间      | 书名     | 出版社     | ISBN          |
| 2017年8月19日 | 郑爽的书 | 新星出版社 | 9787513327640 |

## 獎項及榮譽
| 年份   | 頒獎典禮                                     | 獎項                             | 劇名                               | 备注   |
| 2009年 | CRI國際在線娛樂                              | 最受歡迎女演員獎                 |                                    |        |
| 2009年 | 第3季搜狐電視劇盛典                          | 最受歡迎女演員獎                 |                                    |        |
| 2010年 | BQ2010紅人榜頒獎盛典                         | 年度影視劇獎                     |                                    |        |
| 2010年 | 第2屆蒙牛酸酸乳音乐风云榜新人盛典            | 最佳跨界新人獎                   | 《一起又看流星雨》                 |        |
| 2010年 | 搜狐秋季電視劇盛典                           | 最佳女新人獎                     | 《一起又看流星雨》                 |        |
| 2010年 | 湖南衛視年會                                 | 年度鋒芒新銳獎                   |                                    |        |
| 2010年 | 第8届中国金鹰电视艺术节                      | 最具人气女演员（提名）           | 《一起来看流星雨》                 |        |
| 2010年 | 第25届中国电视金鹰奖                         | 观众喜爱女演员（提名）           | 《一起来看流星雨》                 |        |
| 2011年 | 搜狐秋季電視劇盛典                           | 最佳熒幕情侶獎（與張翰）         |                                    |        |
| 2011年 | 影視風云榜新勢力盛典                         | 最具潛力銀幕新人獎               |                                    |        |
| 2012年 | 第7屆香港電影導演會年度大獎                  | 年度新晉演員金獎                 | 《畫壁》                           |        |
| 2012年 | 第31届香港电影金像奖                         | 最佳新演员奖（提名）             | 《畫壁》                           |        |
| 2013年 | 第2屆亞洲偶像盛典                            | 最佳熒幕情侶獎（與張翰）         |                                    |        |
| 2013年 | 娛樂現場.電視劇權利榜                        | 最具有影響力電視劇新勢力女演員獎 |                                    |        |
| 2014年 | 第13屆華鼎獎                                 | 全國觀眾最喜愛的影視明星獎       | 《古劍奇譚》                       | 被撤销 |
| 2015年 | 時尚星秀年度人物盛典                         | 年度電視劇最佳女演員             |                                    |        |
| 2015年 | 中国电视好演员                               | 中國电視好演員女演員獎           |                                    |        |
| 2015年 | 百度貼吧粉絲節                               | 最強熒屏力量獎                   |                                    |        |
| 2015年 | 百度知道十周年                               | 最璀璨明星獎                     |                                    |        |
| 2016年 | 尖叫2016愛奇藝之夜                           | 年度人氣演員                     | 《偏偏喜欢你》、《抓住彩虹的男人》 |        |
| 2016年 | 第19屆華鼎獎中國百強電視劇滿意度調查發佈盛典 | 中國近現代題材電視劇最佳女演員   | 《抓住彩虹的男人》                 | 被撤销 |
| 2016年 | 中國电视視剧品質盛典                         | 年度最具人气女演員獎             | 《抓住彩虹的男人》                 |        |
| 2016年 | 明星权力榜年度颁奖盛典                       | 内地最受欢迎女演员               |                                    |        |
| 2017年 | 亚洲好书榜                                   | 年度跨界作者                     | 《郑爽的书》                       |        |
| 2017年 | 网易娱乐跨界盛典                             | 明星合伙人                       |                                    |        |
| 2017年 | 第9届澳门国际电影节                          | 最佳女配角奖（提名）             | 《悟空传》                         |        |
| 2017年 | 微博电视影响力盛典                           | 年度最具搜索价值电视艺人         | 《微微一笑很倾城》、《夏至未至》   |        |
| 2017年 | 微博电视影响力盛典                           | 微博FANS选择奖                   |                                    |        |
| 2018年 | 2018福布斯中国30位30岁以下精英榜             | 福布斯中国30 Under 30            | 演员代表                           |        |
| 2019年 | 第四届金骨朵网络影视盛典                     | 年度受欢迎演员                   |                                    |        |
| 2019年 | 百度沸点2019年度榜单                         | 年度沸点明星                     |                                    |        |
| 2019年 | 费加罗风尚盛典                               | 年度人气先锋演员                 |                                    |        |
| 2019年 | 今日头条时尚盛典                             | 年度风尚女明星                   |                                    |        |
| 2019年 | LikeTCCAsia2019年度亚太百大最美面孔          | 第十二位                         |                                    |        |
| 2019年 | 福布斯中国名人榜                             | 第67位                           |                                    |        |
| 2019年 | 第8届搜狐时尚盛典                            | 年度硬核风尚人物                 |                                    |        |
| 2019年 | 国剧盛典                                     | “青春号召力演员”                 | 《青春斗 (2019年电视剧)》          |        |
| 2019年 | 2019新浪微博之夜                             | 微博年度人气艺人                 |                                    |        |